# جوني هيل
جوني هيل (بالإنجليزية: Johnny Hill)‏ مواليد 14 ديسمبر 1905 في اسكتلندا - الوفاة 27 سبتمبر 1929 في اسكتلندا، كان ملاكم محترف بريطاني صنّف ضمن فئة وزن الذبابة.

## إحصائيات
خاض خلال مسيرته 23 نزالا، فاز في 18 وتعادل في 3 وخسر في 1. فاز بالضربة القاضية في 9 نزالات.

## روابط خارجية
- جوني هيل على موقع بوكس ريك (الإنجليزية) (registration required)